# Bad Day (chanson de R.E.M.)
Pour les articles homonymes, voir Bad Day.
Singles de R.E.M.
I'll Take the Rain
(2001) Animal
(2004)
Pistes de In Time: The Best of R.E.M. 1988-2003
The Great Beyond What's the Frequency, Kenneth?
Bad Day est une chanson du groupe de rock alternatif R.E.M. sortie en tant que premier single de leur compilation In Time: The Best of R.E.M. 1988-2003 en octobre 2003 et qui est l'une des deux chansons n'étant pas sorties auparavant.

## Historique et thème
La chanson apparaît pour la première fois en 1985 quand Michael Stipe en chante quelques mots pendant un concert à Albany (New York) durant la tournée de concerts pour la sortie de l'album Fables of the Reconstruction. Elle réapparaît ensuite en 1986, à l'époque de l'album Lifes Rich Pageant, sous une version plus travaillée sous le titre PSA, l'acronyme de public service announcement. La chanson est une critique anti-média qui a vu le jour quand Michael Stipe a un jour ouvert sa porte et s'est retrouvé face à face avec une caméra. La chanson n'est jamais sortie mais est une sorte de précurseur à It's the End of the World as We Know It (And I Feel Fine), une chanson avec un rythme semblable. En 1999, R.E.M. a revisité la chanson après une querelle au Slipper Room à New York entre Michael Stipe et Craig Ricci (qui est par la suite devenu le leader du groupe indie pop The Tiles). En 2003, Michael Stipe a remarqué que la chanson avait toujours une résonance contemporaine et le groupe l'a finalement enregistrée pour In Time avec seulement quelques modifications de paroles et sous le titre Bad Day.
Une version de démo de la chanson, à l'origine enregistrée pour Lifes Rich Pageant est finalement sortie sur la compilation de 2006 And I Feel Fine... The Best of the I.R.S. Years 1982-1987.
Une version live est également présente sur R.E.M. Live.

## Clip vidéo
Le clip de la chanson, réalisé par Tim Hope, tourné à Vancouver et produit par Passion Pictures, est une parodie de journal télévisé. Il apparaît dans In View, le DVD de l'album In Time mais également sur le CD de In Time. Dans la vidéo, Michael Stipe joue le rôle de Cliff Harris, un présentateur du journal du matin. Mike Mills joue les rôles du journaliste Ed Colbert et du météorologiste Rick Jennings. Peter Buck joue les rôles d'un expert en météorologie Geoff Sayers et celui du journaliste Eric Nelson. Les nouvelles présentées sont celles d'une mousson qui a lieu dans un appartement, l'inondation du bureau d'un sénateur et une tornade à l'intérieur d'une chambre d'enfant.

## Reprises
Bad Day a été utilisée dans l'épisode 2 de la troisième saison d'Alias et dans l'épisode 6 de la troisième saison de Scrubs.

## Liste des pistes
- CD (Warner W624CD1) (UK)
  1. Bad Day (Berry, Buck, Mills, Stipe)
  2. Favorite Writer (Linda Hopper, Ruthie Morris)
  3. Bad Day (clip vidéo)

- CD (Warner W624CD2) (UK)
  1. Bad Day
  2. Out in the Country (Williams/Nichols)
  3. Adagio (Buck, Mills, Stipe)

- CD (Warner 16533-2) (US)
  1. Bad Day
  2. Favorite Writer
  3. Out in the Country
  4. Adagio

## Charts
| Chart (2003)             | Meilleure position |
| ------------------------ | ------------------ |
| Charts australiens       | 22                 |
| Charts autrichiens       | 45                 |
| Charts belges (Flandres) | 4                  |
| Charts belges (Wallonie) | 9                  |
| Charts hollandais        | 68                 |
| Charts irlandais         | 11                 |
| Charts italiens          | 9                  |
| Charts norvégiens        | 11                 |
| Charts suédois           | 43                 |
| Charts suisses           | 39                 |
| Charts anglais           | 8                  |

## Sources
- (en) Johnny Black, Reveal : The Story of R.E.M., Backbeat Books, 2004, 272 p. (ISBN 0-87930-776-5)

- (en) Cet article est partiellement ou en totalité issu de l’article de Wikipédia en anglais intitulé « Bad Day (R.E.M. song) » (voir la liste des auteurs).